# Нинор
Нинор (Бочка) — река в России, протекает в Гусь-Хрустальном районе Владимирской области. Правый приток реки Гусь.

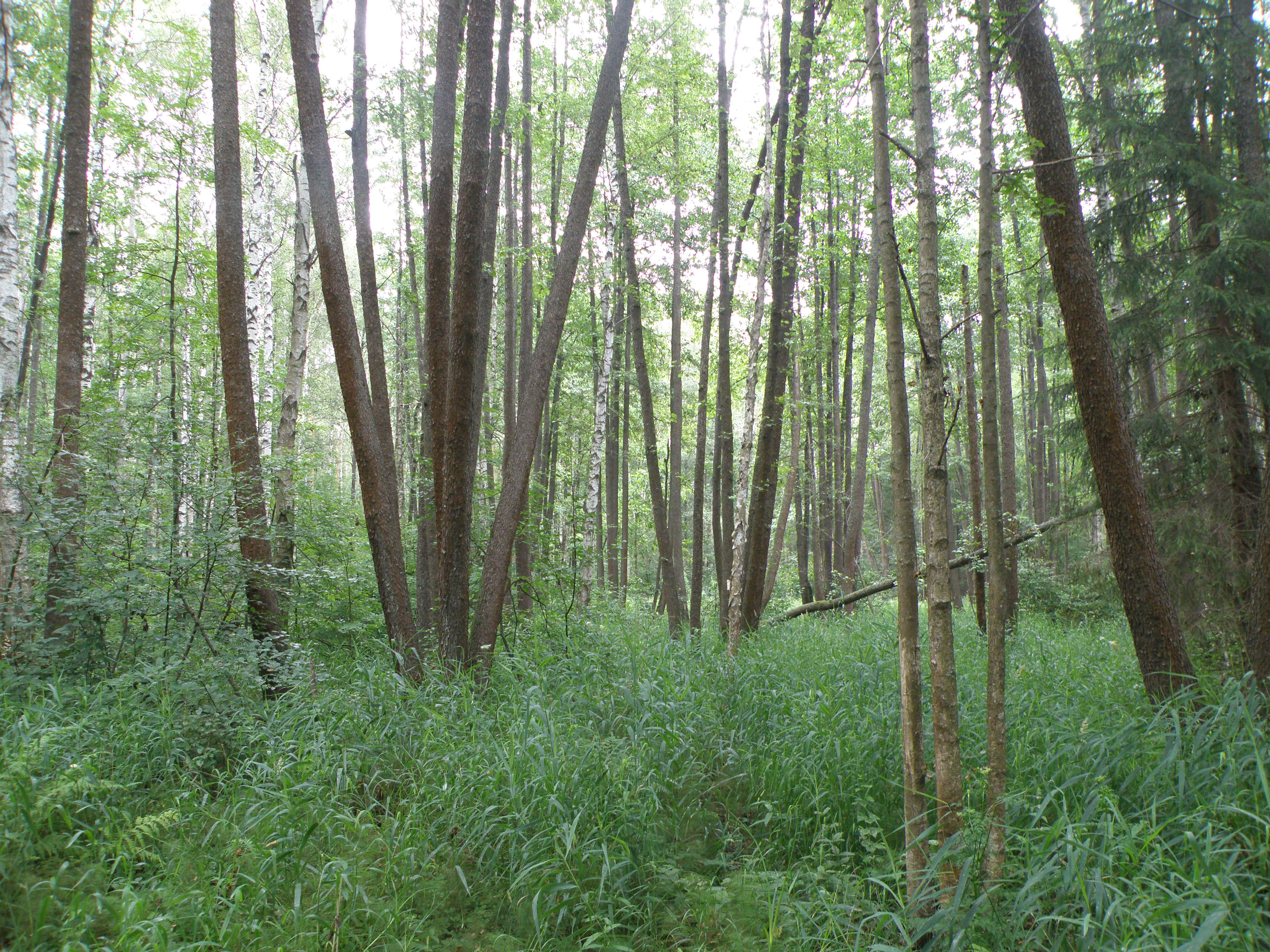
Черноольшаник в долине Бочки (среднее течение, выше железнодорожного моста)

## География
Река Нинор берёт начало в лесах севернее посёлка Дубровка. Течёт на восток. Устье реки находится в 90 км по правому берегу реки Гусь. Длина реки составляет 10 км.

## Данные водного реестра
По данным государственного водного реестра России относится к Окскому бассейновому округу, водохозяйственный участок реки — Ока от водомерного поста у села Копоново до впадения реки Мокша, речной подбассейн реки — бассейны притоков Оки до впадения Мокши. Речной бассейн реки — Ока.
По данным геоинформационной системы водохозяйственного районирования территории РФ, подготовленной Федеральным агентством водных ресурсов:
- Код водного объекта в государственном водном реестре — 09010102312110000026559
- Код по гидрологической изученности (ГИ) — 110002655
- Код бассейна — 09.01.01.023
- Номер тома по ГИ — 10
- Выпуск по ГИ — 0

### Притоки (км от устья)
- 2,2 км: река Шуровка (Шурокша) (лв)